# ウィーンフィル・ニューイヤーコンサート1990
ウィーンフィル・ニューイヤーコンサート1990(ドイツ語: Neujahrskonzert der Wiener Philharmoniker 1990)は、ウィーン・フィルハーモニー管弦楽団による1990年のニューイヤー・コンサート。指揮はズービン・メータが務めた（初登場)。

## 概要
ニューイヤー・コンサートの指揮者は、1987年のヘルベルト・フォン・カラヤンを皮切りに、ウィーン・フィルが信頼を寄せる名指揮者が交代で登壇するようになった。1990年は、インド出身であるがウィーン音楽大学でハンス・スワロフスキーに指揮法を学び、ウィーン・フィルとも長きにわたって共演しているズービン・メータが、東洋人として初めて指揮台に立った。

## 演奏曲目

### 第１部
- 喜歌劇「ジプシー男爵」より入場行進曲 (ヨハン・シュトラウス2世)
- ポルカ・マズルカ「モダンな女」Op.282 (ヨーゼフ・シュトラウス)
- ギャロップ「インド人」Op.111（ヨハン・シュトラウス1世）
- ワルツ「ドナウの乙女」Op.427（ヨハン・シュトラウス2世)
- スポーツ・ポルカ Op.170 (ヨーゼフ・シュトラウス)

### 第２部
- 序曲「ウィーンの朝・昼・晩」 (フランツ・フォン・スッペ)
- ポルカ・マズルカ「思いやり」Op.73(ヨーゼフ・シュトラウス)
- ワルツ「ウィーン気質」Op.354（ヨハン・シュトラウス2世)
- 取りこわしポルカ Op.269 (ヨハン・シュトラウス2世)
- 突進ポルカ Op.348（ヨハン・シュトラウス2世）
- ワルツ「ウィーンの森の物語」Op.325 (ヨハン・シュトラウス2世)　　ツィター：ゲオルク・グラスル
- トリッチ・トラッチ・ポルカ Op.214 (ヨハン・シュトラウス2世)
- 爆発ポルカ Op.43 (ヨハン・シュトラウス2世)

### アンコール
- ポルカ・シュネル「短いことづて」Op.240 (ヨーゼフ・シュトラウス)
- ワルツ「美しく青きドナウ」Op.314 (ヨハン・シュトラウス2世)
- ラデツキー行進曲 Op.228 (ヨハン・シュトラウス1世)

## エピソード
- 第2部最後の爆発ポルカでは、曲の終結部でステージ後ろのパイプオルガンに仕掛けられた爆竹が破裂し、会場内に紙吹雪が舞うという豪華な演出が行われた。
- このコンサートはNHKによりハイヴィジョン収録されている。ただ後述の映像商品は、ORFが収録した映像による商品だった。

## 備考
- コンサートの模様が収録されたCDが､1990年春にソニーから発売されたが、収録時間の関係で数曲がカットされている。また同年冬にはORF収録の映像をもとにした映像商品がドイツ・グラモフォンから発売された。こちらはコンサートの全容が収録されている